# Francisco da Rocha
Francisco da Rocha (Lisboa, n. vers el 1640 i m. vers 1720) fou un compositor i trinitari portuguès.
Estava tant ben dotat per la musica que als onze anys va compondre una missa sobre un tema obligat. Això no obstant, la major part de les seves composicions, entre les que hi figuren misses, motets i villancets, restaren inèdites.